# Aríš
Al-Aríš či el-Aríš (arabsky: العريش‎) je hlavní a největší město egyptského guvernorátu Severní Sinaj, ležící na středomořském pobřeží Sinajského poloostrova, přibližně 344 kilometrů severovýchodně od Káhiry. Město je turistickým letoviskem a nachází se v něm přístav a řada luxusních hotelů. K roku 2006 zde žilo 100 447 obyvatel.
Od šestidenní války v roce 1967 až do uzavření egyptsko-izraelské mírové smlouvy v roce 1979 bylo město okupováno Izraelem.
Ve městě sídlí některé fakulty Suez Canal University.
Přibližně šest kilometrů jižně od centra, tedy směrem do vnitrozemí, leží mezinárodní letiště el-Aríš.

## Geografie
Aríš se nachází v severní části Sinajského poloostrova asi 50 km od hraničního přechodu Rafah s pásmem Gazy. Klima je zde již zcela pouštní a srážky minimální. Zemědělství je možné díky tomu, že Aríš leží u ústí Vádí el-Aríš do Středozemního moře. Vádí el-Aríš odvádí občasné srážky z poloviny Sinajského poloostrova.